# George Unwin
George Unwin (1870-1925) est un historien de l'économie et professeur d'université britannique.

## Biographie
Il naît le 7 mai 1870 à Stockport dans le Lancashire dans une Angleterre industrielle et dans une ville marquée par l'industrie du coton. Son père était employé de chemin de fer au moment de sa naissance avant de tenir un bar à Stockport, sans moyen financier pour payer des études à l'aîné de ses six enfants. À l'âge de treize ans, il doit quitter l'école pour devenir employé de bureau dans une manufacture de chapeaux. Parallèlement, il suit des cours du soir au Mechanics'Institute avant d'intégrer à vingt ans le Collège universitaire de Cardiff puis un an plus tard le Lincoln College à Oxford grâce à une bourse d'études et au logement offert par son oncle. 
Il complète sa formation en étudiant l'économie à Berlin en 1898 avec le professeur Gustav von Schmoller. Revenu en Angleterre, il donne des conférences sur l'histoire sociale et la science politique et devient secrétaire particulier du député Leonard Courtney en juillet 1899, fonction qui dure huit ans. En 1906, il intègre, en tant que membre, la Royal Historical Society.
En 1902, il épouse Frances Mabelle Pearse, fille d'un éminent révérend de l'Église protestante wesleyenne.
Sa carrière universitaire commence en 1908 comme maître de conférences en histoire économique à l'Université d'Edimbourg puis deux ans plus tard à l'Université de Manchester, ville de son Lancashire natal, qu'il ne quitte plus jusqu'à son décès survenu, en raison d'une santé fragile, dans sa cinquante-cinquième année le 30 janvier 1925.

## Œuvre universitaire
Ses écrits ne sont pas nombreux mais montrent qu'il tire ses enseignements de l'histoire tirée des expériences menées sur l'industrie du chapeau qu'il fréquenta dans ses jeunes années, sur la politique économique aux côtés du député Courtney dont il fut le secrétaire et de ses lectures académiques qui le conduisent à écrire l'histoire de la révolution industrielle de l'Angleterre grâce à ses recherches sur le fondateur de l'entreprise du plus important fabricant de mousseline du pays, Samuel Oldnow (1756-1828). 
Il met en avant, dans son analyse de l'économie britannique, le rôle des associations que sont les guildes et les syndicats plus que l'État dont il condamne les interventions, que ce soit les protections tarifaires, les actes de navigation ou encore les actes de guerre que sont la guerre des Boers et la Grande guerre.
Si ses écrits ne sont pas nombreux, ses conférences sont multiples à la London School of Economics, et dans les deux villes universitaires où il a enseigné, Edimbourg et Manchester.